# Never Play Clever Again
Never Play Clever Again (franska: Le Gendarme et les Gendarmettes) är en fransk komedifilm från 1982 i regi av Jean Girault och Tony Aboyantz.
Filmen är den sista i en serie med sex filmer om gendarmeriet i Saint-Tropez med Louis de Funès i huvudrollen.

## Rollista i urval
- Louis de Funès - kvartermästare Ludovic Cruchot
- Claude Gensac - Josepha Cruchot
- Michel Galabru - polischef Jérôme Gerber
- Guy Grosso - gendarm Gaston Tricard
- Michel Modo - gendarm Jules Berlicot
- Maurice Risch - gendarm Henri Beaupied
- Patrick Préjean - gendarm Antoine Perlin
- Micheline Bourday - Mme Gerber
- France Rumilly - syster Clotilde
- Jacques François - översten
- Catherine Serre - gendarm Christine Recourt
- Sophie Michaud - gendarm Isabelle Leroy